# Човек на Луната
„Човек на Луната“ (на английски: Man on the Moon) е американски филм от 1999 година на режисьора Милош Форман.

## Сюжет
Филмът обхваща целия живот на Анди Кауфман от детството, когато той изпълнява измислени представления пред играчките си и завършва със смъртта му от рак на белия дроб. Кауфман не изглежда като обикновен комик, направил е това, което никой не е успял и е най-известният от всички артисти от подобен жанр. Превърнал е целия си живот в безкрайно шоу, никой не може да разбере къде е истината и къде фикцията. Но той остава сам до самия край, една година след погребението на Тони Клифтън ще се появи в шоуто и ще изпълни песента „Ще оцелея“. Камерата ще покаже присъствието на Боб Змуда в залата, подсказвайки, че смъртта на Кауфман е фалшива и той все още е жив – това е просто още едно събитие на Анди. Филмът завършва с образа на Кауфман сред легендарните комедии.

## В ролите
| Изпълнител       | Роля                       |
| ---------------- | -------------------------- |
| Джим Кери        | Анди Кауфман/ Тони Клифтън |
| Дани Де Вито     | Джордж Шапиро              |
| Кортни Лав       | Лин Маргулис               |
| Пол Джиамати     | Боб Змуда                  |
| Джери Бекер      | Стенли Кауфман             |
| Лесли Лилс       | Дженис Кауфман             |
| Джордж Шапиро    | Мистър Бесерман            |
| Ричард Белзер    | себе си                    |
| Винсънт Скиавели | Мейнард Смит               |

## Награди и номинации
| Награда       | Категория                              | Номиниран(и)                         | Резултат  |
| ------------- | -------------------------------------- | ------------------------------------ | --------- |
| Златен глобус | Най-добър актьор в мюзикъл или комедия | Джим Кери                            | награда   |
| Златен глобус | Най-добър филм - мюзикъл или комедия   | Най-добър филм - мюзикъл или комедия | номинация |